# The Ashes 1894-95
Il The Ashes 1894-95 è stata la 11ª edizione del prestigioso The Ashes di cricket. La serie di 5 partite si è disputata in Australia tra 14 dicembre 1894 e il 6 marzo 1835.
La vittoria è andata alla selezione inglese, che ha vinto per 3-2.

## Viaggio e preparativi
La squadra di cricket inglese intraprese un tour in Australia e a Ceylon nel periodo 1894-95. Capitanata da Andrew Stoddart, la squadra disputò un totale di 24 partite, vincendo 10 incontri, pareggiandone 10 e perdendone 4. Nel contesto delle partite di prima classe, la squadra giocò 12 incontri, ottenendo 8 vittorie e 4 sconfitte. Oltre alla serie di test match, l'Inghilterra affrontò squadre coloniali australiane, tra cui quelle del Nuovo Galles del Sud, del Queensland, dell'Australia Meridionale e del Victoria.
Durante il lungo viaggio verso l'Australia, la squadra si fermò a Colombo, utilizzata come scalo, dove giocò contro squadre locali non di prima classe. Questo rappresentò la quinta visita di una squadra di cricket inglese a Ceylon, ma fu solo nel 1911-12 che un'altra formazione britannica tornò sull'isola.

## Risultati

### Test 1
| 14-20 dicembre Referto |

| Australia         | v | Inghilterra             |
| 586 (172.3 overs) |   | 325 (140.3 overs)       |
| 166 (68 overs)    |   | 437 (f/o) (181.4 overs) |

- Australia vince il sorteggio e decide di battere

### Test 2
| 29 dicembre-3 gennaio Referto |

| Inghilterra       | v | Australia         |
| 75 (40.1 overs)   |   | 123 (55.5 overs)  |
| 475 (202.2 overs) |   | 333 (136.1 overs) |

- Australia vince il sorteggio e decide di lanciare

### Test 3
| 11-15 gennaio Referto |

| Australia         | v | Inghilterra      |
| 238 (81.1 overs)  |   | 124 (57.3 overs) |
| 411 (115.2 overs) |   | 143 (67.1 overs) |

- Australia vince il sorteggio e decide di battere

### Test 4
| 1-4 febbraio Referto |

| Australia        | v | Inghilterra           |
| 284 (83.5 overs) |   | 65 (38.5 overs)       |
|                  |   | 72 (f/o) (29.1 overs) |

- Inghilterra vince il sorteggio e decide di battere

### Test 5
| 4-7 marzo Referto |

| Inghilterra       | v | Australia          |
| 414 (148.4 overs) |   | 385 (133 overs)    |
| 267 (123.2 overs) |   | 298/4 (88.1 overs) |

- Australia vince il sorteggio e decide di battere